# Johannes Graadt van Roggen

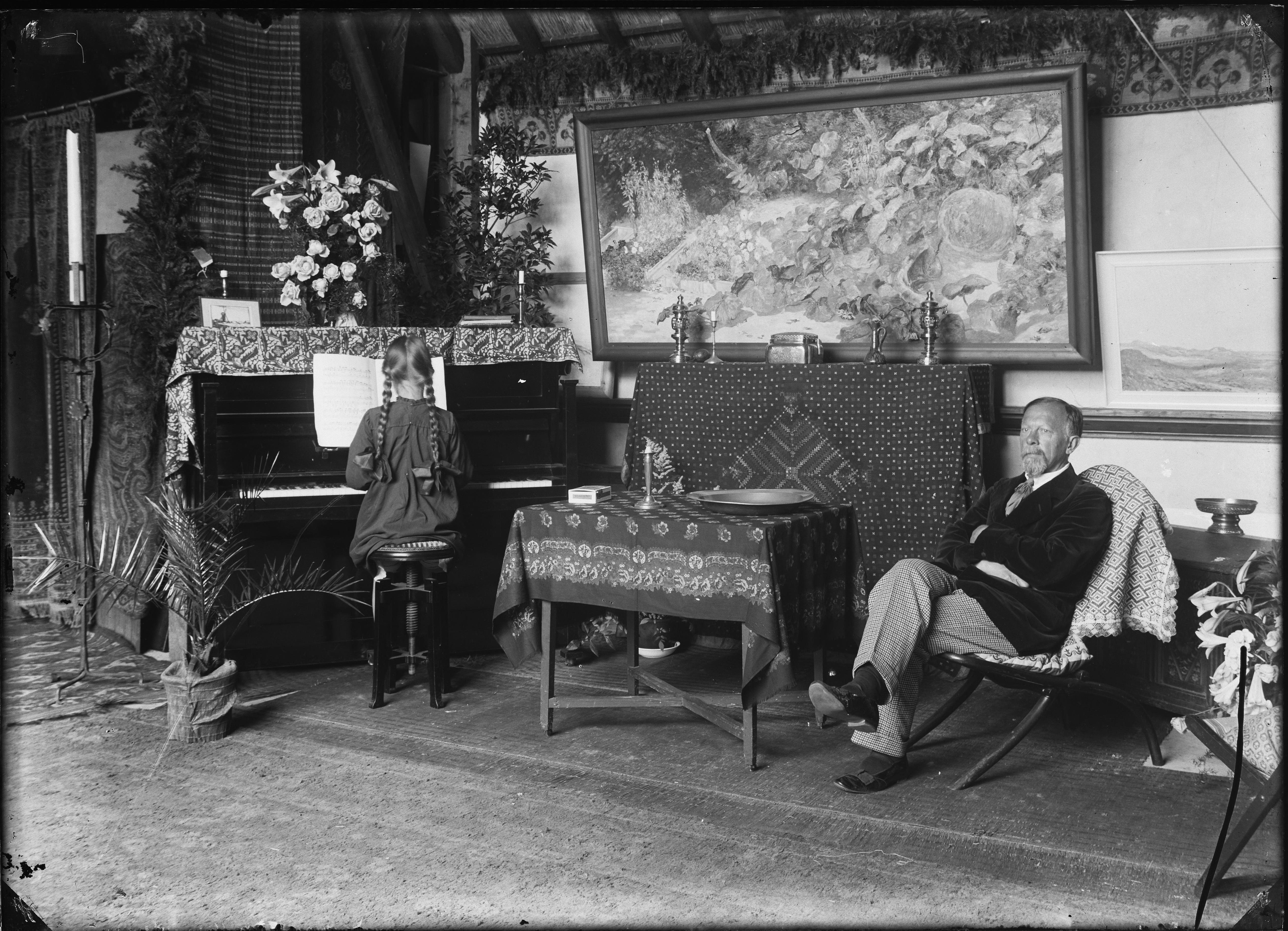
Johannes Graadt van Roggen met zijn dochter (1920)

Johannes Mattheus Graadt van Roggen (Amsterdam, 28 mei 1867 – Alkmaar, 26 augustus 1959) was een Nederlands tekenaar, schilder en grafisch kunstenaar. Hij wordt beschouwd als een voorloper van de Bergense School. Hij wordt ook wel Job Graadt van Roggen genoemd en was de tweede zoon van Jacob Frans Graadt van Roggen en Catharina Petronella Margaretha Zembsch.

## Levensloop
Graadt van Roggen was als gevolg van een hersenvliesontsteking doof vanaf zijn derde levensjaar. Hij was zijn gehele jeugd leerling van het Instituut voor Doofstommen (zoals dat instituut toen genoemd werd) in Groningen. Hij maakte zijn eerste schilderijen als zeventienjarige.
In 1900 is Graadt van Roggen in Bergen (NH) gaan wonen waar hij de villa 'De Berkenhoeve' had laten bouwen door de architect J.A.G. van der Steur (1865-1945). Graadt van Roggen kan worden beschouwd als een voorloper van de Bergense School. Hij heeft zijn kunstopleiding gevolgd aan de Academie Minerva in Groningen en aan de Rijksakademie voor Beeldende Kunsten in Amsterdam. Mia Pot-van Regteren Altena (1914−2009) was een leerling van hem en hij was etsleraar van o.a. Bernard Essers (1893-1945).

## Werk
Zijn eerste bekendheid genoot hij als etser. Hij heeft reproductie-etsen gemaakt naar de Haagse School. Sinds hij in Bergen woonde is hij steeds meer gaan schilderen en aquarelleren.
Vanwege zijn doofheid was Graadt van Roggen bij uitstek een visueel ingesteld schilder, die schilderde wat hij zag. Hij was daarbij een echte plein air-schilder; hij schilderde graag in de buitenlucht. Hij schilderde zelden of nooit binnen – er zijn een paar stillevens en portretten. Hij werkte altijd figuratief.
Meestal zocht Graadt van Roggen zijn onderwerpen in de buurt van zijn woonplaats Bergen. Hij heeft veel duinlandschappen gemaakt (van Bergen aan Zee tot Camperduin en Petten); ook de Zeeuwse kust heeft hij regelmatig geschilderd. Andere onderwerpen zijn: havens, portretten en stadsgezichten. Graadt van Roggen is vaak in het buitenland geweest. Hij schilderde er bij voorkeur rond de Middellandse Zee.

### Exposities (selectie)
- 2003 Land in zicht. Kunstenaars en de Hollandse kust, Stedelijk Museum Alkmaar
- 2004/2005 Links! KunstenaarsCentrumBergen te gast in Museum Kranenburgh, Bergen (NH)
- 2007/2008 Volop Zomer. De schilderijen van Job Graadt van Roggen, Museum Kranenburgh, Bergen (NH)
- 2007/2008 Getekende stilte, grafiek, Drents Museum, Assen
- 2008 Etsen en tekeningen, Historisch museum Het Sterkenhuis, Bergen (NH)
- 2008 Het Zeeuwse werk van J.M. Graadt van Roggen, Marie Tak van Poortvliet Museum, Domburg

### Openbare collecties
- Museum Kranenburgh, Bergen (NH)
- Drents Museum, Assen (complete grafiek van Graadt van Roggen)
- Stedelijk Museum Alkmaar